# Atlético Acreano
Atlético Acreano is een Braziliaanse voetbalclub uit Rio Branco in de staat Acre

## Geschiedenis
De club werd opgericht in 1952 en debuteerde dat jaar meteen in de hoogte klasse van het Campeonato Acreano, waar de club sindsdien onafgebroken in speelt. In de eerste twee bestaansjaren won de club al meteen de titel, dat lukte daarna nog vier keer waarvan de laatste keer in 1991. In 1992 en 1995 speelde de club in de Série C en in 2012 en 2014 in de Série D. In 2013 speelde de club ook in de Copa do Brasil en werd daar al in de voorronde uitgeschakeld door Desportiva Ferroviária. In 2016 werd de club na 25 jaar nog eens staatskampioen. In de Série D van dat jaar werd de club groepswinnaar en schakelde daarna Princesa do Solimões uit. In de kwartfinale verloren ze uiteindelijk van Moto Club en zagen zo een promotie langs de neus voorbij gaan. In 2017 bereikte de club wel de halve finale van de Série D en verloor daar van Operário, maar kon zo wel promotie afdwingen. 
Het eerste seizoen in de Série C verliep goed, ze werden in hun groep tweede achter Náutico, echter verloren ze in de eindronde van Cuiabá waardoor ze een nieuwe promotie misliepen. In 2019 degradeerde de club. 

## Erelijst
Campeonato Acreano
1952, 1953, 1962, 1968, 1987, 1991, 2016, 2017, 2019